# 11714 Mikebrown
11714 Mikebrown (1998 HQ51) là một tiểu hành tinh vành đai chính được phát hiện bởi Đài thiên văn Lowell. Nó được đặt theo tên nhà thiên văn học Mike Brown.

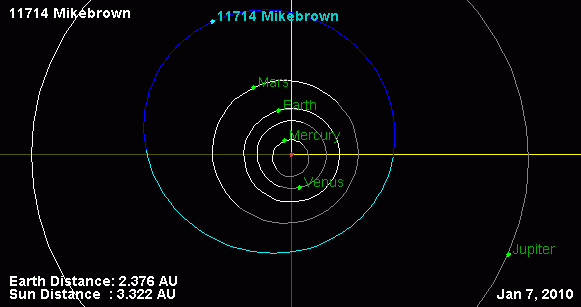
Mikebrown vào tháng 01 năm 2010